# Bycykel
Ideen bag en bycykel eller elbycykel -ordning er at etablere en alternativ transportmulighed i byen både for borgerne og turisterne. Dette til gavn for både brugerne, byen og miljøet. Oprindeligt udtænkte provoerne en lignende idé med deres Hvid-cykel-plan, hvor kommunerne skulle indkøbe og stille tusindvis af hvidmalede cykler frit til disposition som et led i kampen mod privatbilismen. I dag er bycykler delvis reklamefinansieret med tilskud fra kommunen.
Bycyklen er blevet videreudviklet, næste generation i København blev med tablet-computer og batteri (elbycykel), LED forlygte der tænde automatisk i lygtetændingstiden i 2012.

## International udbredelse
København var en af de første byer, der indførte bycykler i 1989. Siden har storbyer som Paris og Barcelona etableret lignende projekter. Kandidaterne til borgmestervalget i London i 2008 havde bycykelprojekter med i deres valgprogram.

## International anerkendelse
Bycyklen vandt i 2008 anerkendelse for at være bedste bæredygtige transportmiddel og teknologi ved Virgin Holidays’ Responsible Tourism Awards.